# Rom Surin
Praprut Chaithanasakun (thailändisch: นาย ประพฤติ ชัยธนสกุล; * 7. September 1962), bekannt als Rom Surin, ist ein thailändischer English-Billiards- und Snookerspieler. Im Snooker Mitte der 1990er für eine Saison auch Profispieler, wurde er danach zu einem der führenden asiatischen Amateure im English Billiards. Neben der English-Billiards-Amateurweltmeisterschaft 1999 gewann er zahlreiche Medaillen bei den Asienspielen, den Südostasienspielen und den Asian Indoor & Martial Arts Games.

## Karriere
Praprut Chaithanasakun ist der bürgerliche Name, wobei es auch Varianten wie Praput oder Paprut gibt. Rom Surin ist dabei der Spitzname. 1989 erreichte Rom Surin das Halbfinale der thailändischen Meisterschaft. In den folgenden Jahren nahm er recht erfolgreich an internationalen Turnieren teil. So gewann er 1992 und 1993 die Asienmeisterschaft und erreichte das Endspiel der Amateurweltmeisterschaft 1993, verlor dort allerdings gegen seinen Landsmann Tai Pichit. Nachdem er 1989 mit dem King’s Cup ein wichtiges thailändisches Amateurturnier gewonnen hatte, siegte er 1991 und 1992 bei der thailändischen Meisterschaft und gewann bei den Südostasienspielen 1991 eine Goldmedaille. Derweil war er als einer der besten Amateure der Welt mehrfach zu professionellen Turnieren eingeladen worden. Hatte er beim Thailand Masters 1991 noch sein Auftaktspiel verloren, so besiegte er beim Kent Classic 1992 vorm Ausscheiden Neal Foulds und bei den Thailand Open 1994 Steve Judd. Nur wenig später entschloss er sich, ebenfalls Profispieler zu werden. Trotz vergleichsweise guter Ergebnisse blieb in der Saison 1994/95 der durchschlagende Erfolg aus. Ohne sich auf der Snookerweltrangliste platziert zu haben, beendete er nach Saisonende sein Experiment. Nur wenig später wurde er noch zum professionellen Thailand Classic eingeladen, wo er mit Paul Wykes erneut einen Profispieler schlagen konnte.
Danach kehrte Surin in die Amateurebene zurück. Mindestens dreimal gewann er die thailändische Snooker-Meisterschaft und bei internationalen Turnieren konnte Surin zahlreiche Erfolge feiern. So belegte er bei der Amateurweltmeisterschaft den dritten Platz der Endwertung und erreichte das Halbfinale der Asienmeisterschaft 2001. Daneben wandte er sich verstärkt zum English Billiards hin. Insgesamt viermal erreichte er das Finale der IBSF World Billiards Championship, einmal gewann er auch. Daneben gewann er insbesondere im English Billiards zahlreiche Medaillen bei den Südostasienspielen und den Asienspielen sowie bei den Asian Indoor & Martial Arts Games. Mit den East of England Open 2006 gewann er auch ein professionelles English-Billiards-Turnier. Insgesamt dreimal wurde er ferner zwischen 2005 und 2019 asiatischer Vize-Meister. Zu dieser war Rom Surin professioneller English-Billiards-Spieler. Nach seinen Erfolgen bei der IBSF World Billiards Championship wurde er 1999 von der WPBSA zur Teilnahme an der Profitour eingeladen, seit Februar 2000 war er auch offiziell Profispieler.

## Erfolge
| Ausgang                    | Jahr | Turnier                                    | Finalgegner        | Ergebnis  |
| -------------------------- | ---- | ------------------------------------------ | ------------------ | --------- |
| Snookerturniere            |      |                                            |                    |           |
| Sieger                     | 1989 | King’s Cup                                 | unbekannt          | unbekannt |
| Sieger                     | 1991 | Thailändische Snooker-Meisterschaft        | unbekannt          | unbekannt |
| Sieger                     | 1992 | Thailändische Snooker-Meisterschaft        | unbekannt          | unbekannt |
| Sieger                     | 1992 | ACBS-Snookerasienmeisterschaft             | Tai Pichit         | 8:7       |
| Sieger                     | 1993 | ACBS-Snookerasienmeisterschaft             | Tai Pichit         | 8:7       |
| Zweiter                    | 1994 | IBSF-Snookerweltmeisterschaft              | Tai Pichit         | 6:11      |
| Sieger                     | 2000 | Thailändische Snooker-Meisterschaft        | Somporn Kanthawang | 8:6       |
| Sieger                     | 2001 | Thailändische Snooker-Meisterschaft        | unbekannt          | unbekannt |
| Sieger                     | 2004 | Thailändische Snooker-Meisterschaft        | Suchakree Poomjang | 5:2       |
| English-Billiards-Turniere |      |                                            |                    |           |
| Zweiter                    | 1998 | IBSF World Billiards Championship          | Robby Foldvari     | 1439:1869 |
| Sieger                     | 1999 | IBSF World Billiards Championship          | Paul Bennett       | 3201:1657 |
| Zweiter                    | 2002 | IBSF World Billiards Championship (Punkte) | Ashok Shandilya    | 9:11      |
| Zweiter                    | 2005 | ACBS-English-Billiards-Asienmeisterschaft  | Pankaj Advani      | 0:5       |
| Sieger                     | 2006 | East of England Open                       | Billy Bousfield    | unbekannt |
| Zweiter                    | 2011 | ACBS-English-Billiards-Asienmeisterschaft  | Alok Kumar         | 0:6       |
| Zweiter                    | 2019 | ACBS-English-Billiards-Asienmeisterschaft  | Nay Thway Oo       | 2:6       |
| Zweiter                    | 2019 | Myanmar Billiards Open (Zeit)              | Peter Gilchrist    | 732:1000  |